# Jedovary

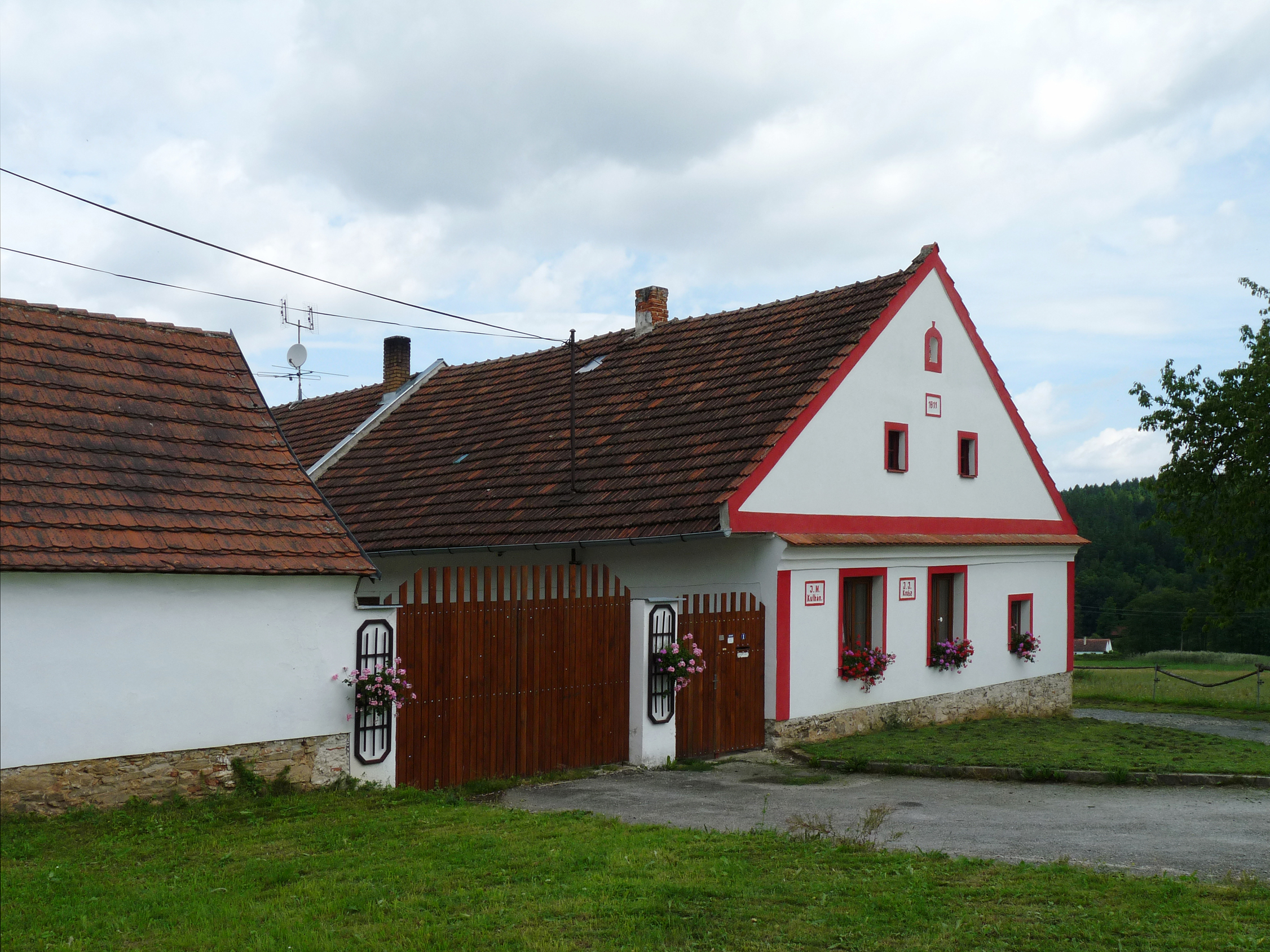
Gehöft Nr. 1

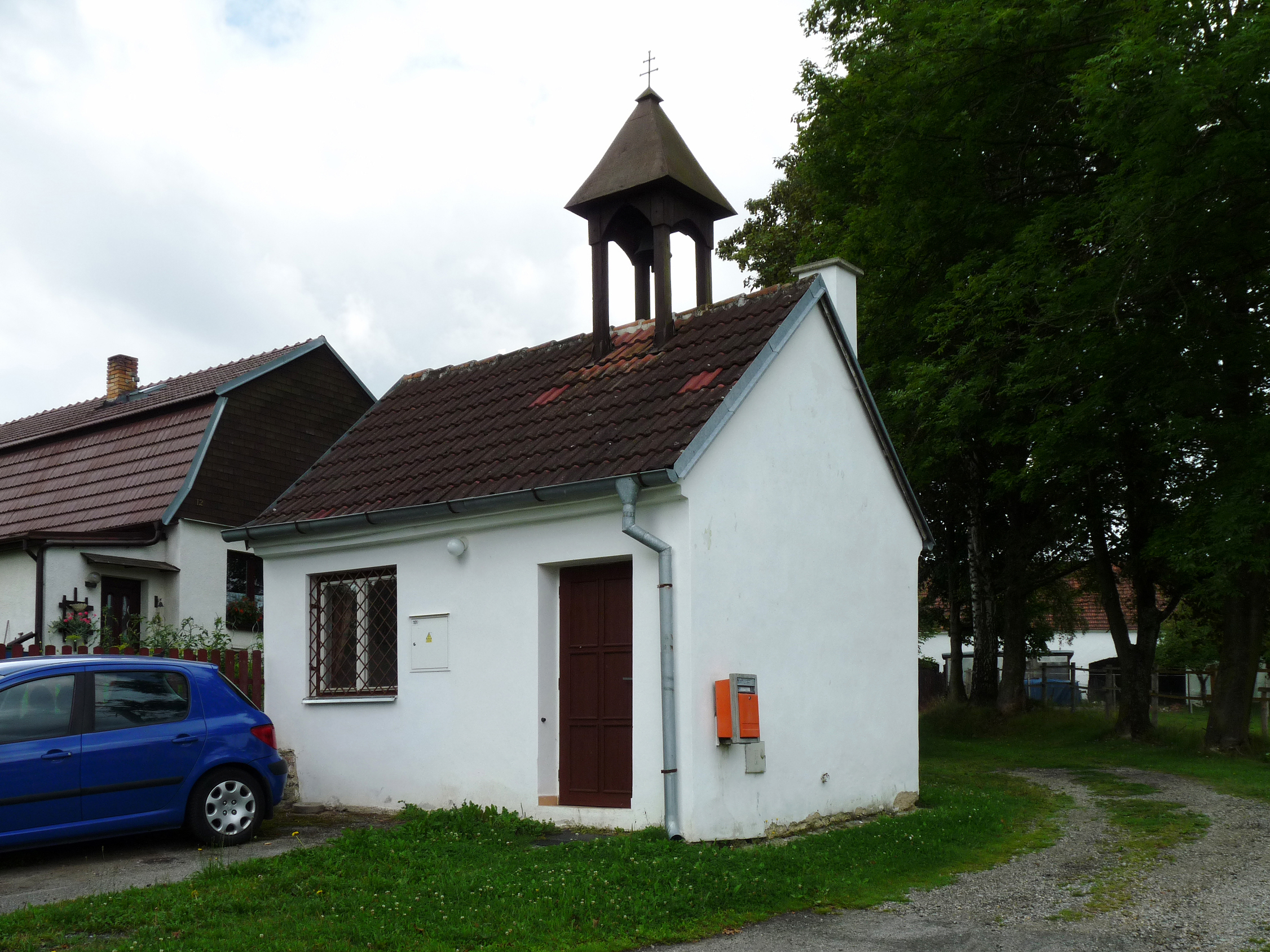
Spritzenhaus mit Glockentürmchen

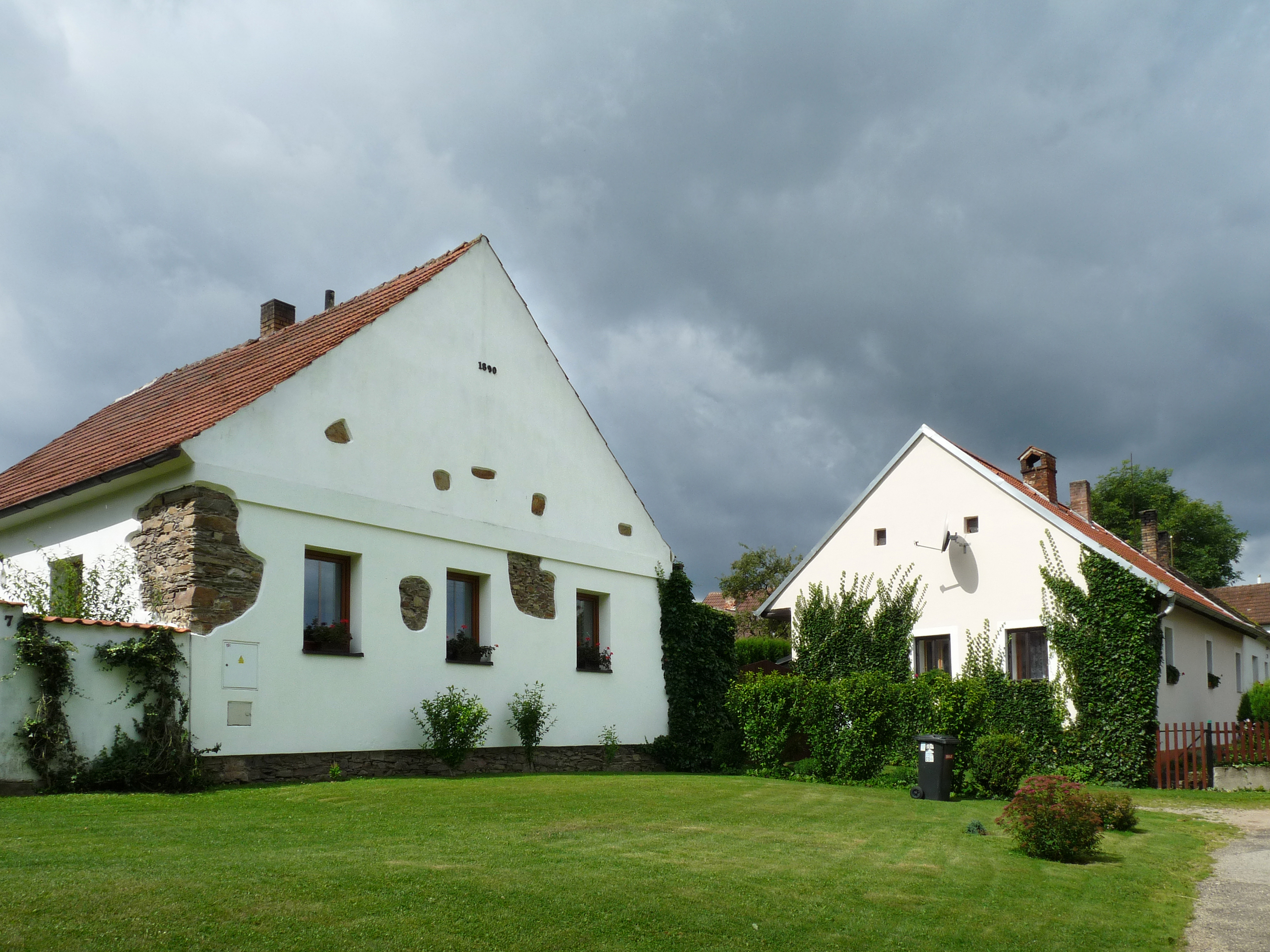
Gehöft Nr. 7

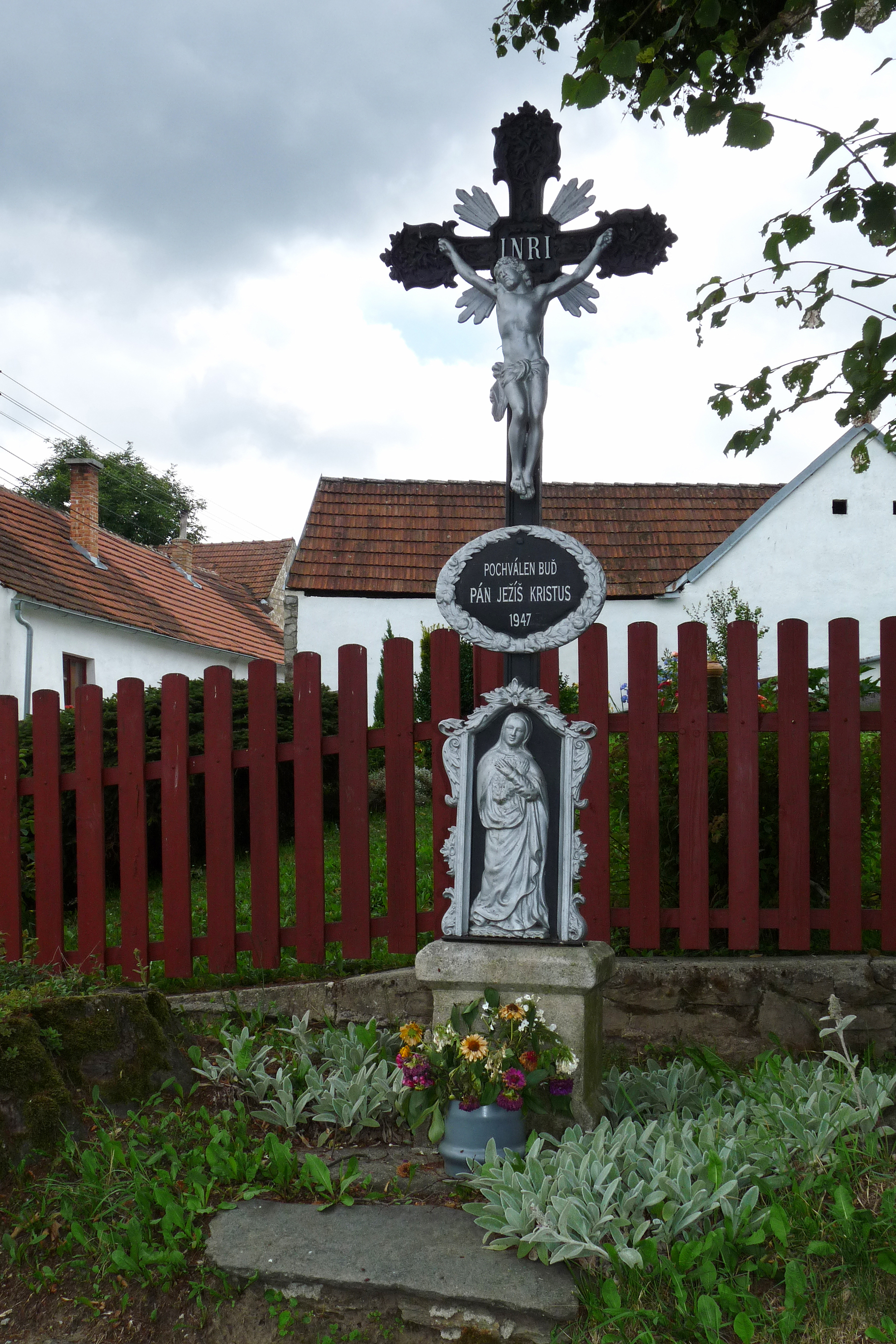
Kreuz auf dem Dorfplatz

Jedovary (deutsch Jedowar) ist ein Ortsteil der Stadt Trhové Sviny (Schweinitz) in Tschechien. Er liegt sechs Kilometer nordwestlich von Trhové Sviny und gehört zum Okres České Budějovice.

## Geographie
Das Platzdorf Jedovary befindet sich linksseitig über dem Tal der Stropnice (Strobnitz) am Nordosthang des Zahrady (486 m n.m.) in den Novohradské podhůří (Gratzener Gebirgsvorland). Südöstlich erhebt sich der Na Vrchách (528 m n.m.), im Südwesten der Zahrady (486 m n.m.) und nordwestlich der Strážkovický vrch (559 m n.m.). Östlich verläuft die Staatsstraße II/156 zwischen Trhové Sviny und Budweis.
Nachbarorte sind Strážkovice (Straschkowitz), Paseka und Trocnov (Zalluschi) im Norden, Radostice (Radostitz), Borovany (Forbes) und Ostrolovský Újezd (Aujest Ostrolow) im Nordosten, Veselka (Weselka) im Osten, Rankov (Rankau) im Südosten, Nežetice (Neschetitz), Hájek und Todně (Todnie) im Süden, Stradov (Lichtblauendorf), Sedlo und Branišovice (Branschowitz) im Südwesten, Pešlův Hamr, Větrník, Klady, Pašinovice (Paschnowitz) und Komařice (Komarschitz) im Westen sowie U Želízků (Zelezka), Řevňovice (Rewnowitz) und Lomec (Lometz) im Nordwesten.

## Geschichte
Das Dorf soll im 14. Jahrhundert den Rittern von Malowetz gehört haben. Die erste schriftliche Erwähnung von Gedowar erfolgte 1371 als Besitz von Jan und Oldřich von Gedovar. Nachfolgender Besitzer war ab 1375 Mikšík von Jedovar und danach bis 1389 Ješek Črnec von Jedovar. Letzterer erwarb 1384 von Jan Žižka den Hof Čeřejov. Zwischen 1419 und 1437 gehörte das Gut Jedovary dem Ondřej Sokolík von Dubá und dessen Sohn. Jan Sokolík von Dubá veräußerte 1477 seine Jahreseinkünfte von drei Untertanen in Jedovary an Oldřich von Dvorec (Ulrich von Wurzen). In der Mitte des 16. Jahrhunderts gehörte das Gut Jedovary dem Budweiser Bürger Vincenc Hunger, der es 1541 an Ctibor Dráchovský von Dráchov verkaufte. Christoph Kořensky von Tereschau erwarb um 1570 Jedovary und schlug es seinem Gut Ostrolovský Újezd zu. In der berní rula von 1654 sind für Jedovary vier Bauern, fünf Gärtner und ein Chalupner aufgeführt. Im Jahre 1692 verkaufte Johann Lukas Kořensky von Tereschau das Gut Ostrolovský Újezd an die königliche Stadt Budweis. 1788 bestand Gedowary aus 14 Häusern, in denen 82 Personen lebten. 1820 oder 1832 wurde eine Dorfglocke gegossen, sie hing im Glockentürmchen auf der „Krejčovina“.
Im Jahre 1840 bestand das im Budweiser Kreis gelegene Dorf Jedowar bzw. Gedowar aus 15 Häusern mit 79 tschechischsprachigen Einwohnern. Pfarrort war Driesendorf, die Schule befand sich in Ostrolow-Augezd. Bis zur Mitte des 19. Jahrhunderts blieb Jedowar dem der Stadt Budweis gehörigen Gut Ostrolow-Augezd untertänig.
Nach der Aufhebung der Patrimonialherrschaften bildete Jedovary / Jedowar ab 1850 einen Ortsteil der Gemeinde Oujezd Ostrolov /Ostrolow-Augezd im Gerichtsbezirk Schweinitz. 1868 wurde das Dorf dem Bezirk Budweis zugeordnet. 1869 bestand Jedovary aus 17 Häusern und hatte 103 Einwohner. Im Jahre 1900 hatte Jedovary 70 Einwohner, 1910 waren es 83.
Nach dem Ersten Weltkrieg zerfiel der Vielvölkerstaat Österreich-Ungarn, das Dorf wurde 1918 Teil der neu gebildeten Tschechoslowakischen Republik. Beim Zensus von 1921 lebten in den 22 Häusern von Jedovary 80 Tschechen. Im Jahre 1923 erfolgte der Bau der Straßenbrücke über die Stropnice nach Veselka.
1930 lebten in den 22 Häusern von Jedovary 89 Personen. Im Jahre 1935 lösten sich Veselka und Jedovary von Ostrolovský Újezd los und bildeten die Gemeinde Jedovary. Zu dieser Zeit gab es in dem Dorf 25 Anwesen, davon 17 Kleinbauernwirtschaften, sechs Bauerngüter, eine Schmiede und ein Gasthaus. Die Freiwillige Feuerwehr wurde 1936 gegründet. Im Juni 1938 begannen die Baumeister František und Jan Stašek aus Trhové Sviny mit dem Bau von leichten Befestigungsanlagen des Tschechoslowakischen Walls. Nach dem Münchner Abkommen verblieb Jedovary / Jedowar im Oktober 1938 bei der Tschechoslowakei; zwischen 1939 und 1945 gehörte das Dorf zum Protektorat Böhmen und Mähren. Die Glocke wurde im März 1942 beschlagnahmt und nach Budweis abtransportiert. 1943 wurden Wesselka und Jedowar nach Straschkowitz eingemeindet. Nach dem Ende des Zweiten Weltkrieges kam Jedovary zur wiedererrichteten Tschechoslowakei zurück; die Verwaltungsstrukturen von 1938 wurden wiederhergestellt. 1949 wurde das Dorf Teil des neu gebildeten Okres Trhové Sviny. Im selben Jahr erfolgte der Abriss der „Krejčovina“. 1950 bestand Jedovary aus 25 Häusern und hatte 68 Einwohner. Im Zuge der Gebietsreform von 1960 wurde Jedovary dem Okres České Budějovice zugeordnet. Mit Beginn des Jahres 1961 wurden die Gemeinden Ostrolovský Újezd, Rankov und Jedovary zur Gemeinde Veselka mit den Ortsteilen Ostrolovský Újezd, Rankov, Jedovary und Veselka zusammengeschlossen. Im Jahre 1970 lebten in den 21 Häusern von Jedovary 64 Personen. 1976 wurde Jedovary zusammen mit Veselka und Rankov nach Trhové Sviny eingemeindet. 1991 lebten in den 23 Häusern des Dorfes 45 Personen. Beim Zensus von 2011 hatte Jedovary 44 Einwohner und bestand aus 29 Wohnhäusern.

## Ortsgliederung
Zu Jedovary gehört die Einschicht Vodák (Wodak).
Der Katastralbezirk Jedovary umfasst die Ortsteile Jedovary und Veselka.

## Sehenswürdigkeiten
- Eisernes Kreuz mit Corpus Christi und einer Plakette mit der Inschrift „Pochválen buď Pán Ježíš Kristus“ auf dem Dorfplatz, aufgestellt 1947.
- Spritzenhaus mit Glockentürmchen
- Rekonstruierter Bunker LB 37 (Ohrenstand) des Tschechoslowakischen Walls an der Gemarkungsgrenze mit Veselka. Er ist der einzige erhaltene Bunker und wurde wegen seiner Nähe zu Wohngebäuden nicht gesprengt. Er wird heute als Museum der tschechoslowakischen Landesbefestigung genutzt.
- Gehöfte Nr. 1 und 7 in Volksbauweise
- Sonnenuhr am Haus Nr. 17

## Söhne und Töchter des Ortes
- Vojtěch Filip (* 1955), tschechischer Politiker